# The Paths of King Nikola
The Paths of King Nikola fue una carrera ciclista profesional por etapas que se disputaba en Montenegro. 
Creada en 2002 en la categoría 2.5 (última categoría del profesionalismo), desde la creación de los Circuitos Continentales UCI en 2005 formó parte del UCI Europe Tour, dentro de categoría 2.2 (igualmente última categoría del profesionalismo). Su última edición fue en 2010.

## Palmarés
| Año  | Ganador         | Segundo             | Tercero           |
| ---- | --------------- | ------------------- | ----------------- |
| 2002 | Ivan Denobile   | Miroslav Keliar     | Martin Cotar      |
| 2003 | Radoslav Rogina | Mitja Mahorič       | Valery Kobzarenko |
| 2004 | Massimo Demarin | Tomislav Danculovic | Sebastian Skiba   |
| 2005 | Mitja Mahorič   | Hrvoje Miholjević   | Valter Bonka      |
| 2006 | Radoslav Rogina | Vladimir Koev       | Mitja Mahorič     |
| 2007 | Mitja Mahorič   | Vlado Kerkez        | Oleksandr Kvachuk |
| 2008 | Mitja Mahorič   | Kristjan Fajt       | Pavel Shumanov    |
| 2009 | Radoslav Rogina | Peter Sagan         | Sergey Kolesnikov |
| 2010 | Vladimir Koev   | Róbert Nagy         | Nazar Jumabekov   |

## Palmarés por países
| País      | Victorias |
| --------- | --------- |
| Croacia   | 4         |
| Eslovenia | 3         |
| Italia    | 1         |
| Bulgaria  | 1         |